# Jochen Taupitz
Jochen Joachim Axel Taupitz (* 12. April 1953 in Detmold) ist ein deutscher Jurist, spezialisiert auf Medizinrecht sowie Medizinethik.

## Leben
Jochen Taupitz studierte von 1973 bis 1978 Rechtswissenschaften in Göttingen und Freiburg im Breisgau. 1981 wurde er in Göttingen mit der Dissertation Haftung für Energieleiterstörungen durch Dritte promoviert. 1982 folgte die zweite juristische Staatsprüfung und 1988 schließlich die Habilitation. Im gleichen Jahr bekam er seine erste Professur in Göttingen und die Lehrbefugnis für die Fächer Bürgerliches Recht, Zivilprozessrecht, Internationales Privatrecht und Rechtsvergleichung. Von 1989/90 bis zum Herbst 2019 war er Ordinarius für Bürgerliches Recht, Zivilprozessrecht, Internationales Privatrecht und Rechtsvergleichung an der Fakultät für Rechtswissenschaft der Universität Mannheim. Seitdem ist er weiterhin als Seniorprofessor an der Universität Mannheim aktiv.
Von 1996 bis 2002 war er außerdem Richter am Oberlandesgericht Karlsruhe im Nebenamt. Von 1998 bis 2022 war Taupitz Geschäftsführender Direktor des Instituts für Deutsches, Europäisches und Internationales Medizinrecht, Gesundheitsrecht und Bioethik der Universitäten Heidelberg und Mannheim. Er koordinierte ein zweijähriges, von der EU mit 600.000 Euro gefördertes Großprojekt der Chimären- und Hybridforschung.
In der Diskussion um den assistierten Suizid plädierte Taupitz 2009 dafür, dass Ärzte als „Suizidassistenten“ tätig werden dürfen.
Im Bereich der Humangenetik setzt er sich für informationelle Selbstbestimmung im Hinblick auf genetische Informationen aus DNA-Analysen ein. Er weist in diesem Kontext auf das Risiko genetischer Diskriminierung durch Versicherer hin, wenn diesen der Zugriff zu genetischen Informationen gewährt wird.
Als Autor zahlreicher Publikationen hat sich Tauputz unter anderem mit folgenden Themen befasst; Forschung an Stammzellen,  Reproduktionsmedizin und Präimplantationsdiagnostik, Spendersamen bei Künstlicher Befruchtung, Behinderung und Triage, Einwilligungsfähigkeit. Außerdem hat er eine Stellungnahme zum Gentechnologiebericht und einen Gesetzesentwurf zum Themna assistierter Suizid verfasst.
Von 2002 bis 2022 war Taupitz darüber hinaus Mitherausgeber des Archivs für die civilistische Praxis. Er ist und war außerdem in zahlreichen Ethikkommissionen auf nationaler sowie lokaler Ebene tätig.
Das Bundesverdienstkreuz am Bande erhielt er 2018, für sein gesellschaftliches Engagement in Fragen der Medizinentwicklung.

## Auszeichnungen
- Ehrenzeichen der deutschen Ärzteschaft (2022)[14]
- Ehrenmitglied des Arbeitskreises Medizinischer Ethik-Kommissionen in der Bundesrepublik Deutschland e.V.[15]
- Bundesverdienstkreuz am Bande (2018)[1]
- Deutscher Arzt Recht Preis (2003)

## Mitgliedschaften
- Nationaler Ethikrat (2001–2008)[16]
- Deutscher Ethikrat (2008–2016), dabei ab 2012 als stellvertretender Vorsitzender dieses Gremiums[17]
- Zentrale Ethikkommission der Bundesärztekammer[18][19] (1995–2022), dabei ab 2016 als Vorsitzender dieses Gremiums
- Beirat für Grundsatzfragen des Arbeitskreises Medizinischer Ethik-Kommissionen in der Bundesrepublik Deutschland (1999–2021), dabei ab 2004 als Sprecher dieses Gremiums[20][21]
- Ausschuss für ethische und medizinisch-juristische Grundsatzfragen der Bundesärztekammer
- Ethikkommission der medizinischen Fakultät der Universität Heidelberg
- Senatskommission für Grundsatzfragen der Genforschung der Deutschen Forschungsgemeinschaft
- Arbeitsgruppe Gesundheitsstandards der Berlin-Brandenburgischen Akademie der Wissenschaften
- Kollegium der Europäischen Akademie zur Erforschung von Folgen wissenschaftlich-technischer Entwicklungen Bad Neuenahr-Ahrweiler
- Vorstand der Akademie für Ethik in der Medizin
- Erweiterter Vorstand der Zivilrechtslehrervereinigung.
- Europäische Akademie der Wissenschaften und Künste (EASA)[22][23]
- Aufnahme in die Deutsche Akademie der Naturforscher Leopoldina (2010)[24]
- Mitglied der Academia Europaea (2015)
- Mitglied im Münsteraner Kreis[25]

## Schriften (Auswahl)
- mit Michael Schröder: Menschliches Blut: verwendbar nach Belieben des Arztes? Zu den Formen erlaubter Nutzung menschlicher Körpersubstanzen ohne Kenntnis des Betroffenen. Enke, Stuttgart 1991, ISBN 3-432-99321-8.
- Europäische Privatrechtsvereinheitlichung heute und morgen. Mohr, Tübingen 1993, ISBN 3-16-146060-X.
- Das Recht im Tod: Freie Verfügbarkeit der Leiche? Rechtliche und ethische Probleme der Nutzung des Körpers Verstorbener. Humanitas-Verlag, Dortmund 1996, ISBN 3-928366-24-6.
- Arztfehler – unter dem Mantel des Schweigens? Zur Rechtspflicht des Arztes, unaufgefordert eigene Behandlungsfehler zu offenbaren. Humanitas-Verlag, Dortmund 1998, ISBN 3-928366-52-1.
- Das apothekenrechtliche Verbot des „Fremd- und Mehrbesitzes“ aus verfassungs- und europarechtlicher Sicht. Müller, Heidelberg 1998, ISBN 3-8114-2999-X.
- Empfehlen sich zivilrechtliche Regelungen zur Absicherung der Patientenautonomie am Ende des Lebens? Gutachten A zum 63. Deutschen Juristentag Leipzig 2000. München 2000.
- Genetische Diagnostik und Versicherungsrecht. Verlag Versicherungswirtschaft Karlsruhe 2000, ISBN 3-88487-899-9.
- mit gemeinsam mit Claus R. Bartram, Jan P. Beckmann, Friedrich Breyer, Georg H. Fey, Christa Fonatsch, Bernhard Irrgang, Felix Thiele, Klaus-M. Seel: Humangenetische Diagnostik: Wissenschaftliche Grundlagen und gesellschaftliche Konsequenzen. Springer, Berlin 2000, ISBN 3-540-67945-6, doi:10.1007/978-3-642-57325-5
- Biomedizinische Forschung zwischen Freiheit und Verantwortung – Der Entwurf eines Zusatzprotokolls über biomedizinische Forschung zum Menschenrechtsübereinkommen zur Biomedizin des Europarates. Springer, Berlin 2002, ISBN 3-540-43285-X.
- Rechtliche Regelung der Embryonenforschung im internationalen Vergleich. Springer, Berlin 2002, ISBN 3-540-44151-4.
- Kommerzialisierung des menschlichen Körpers. Springer, Berlin/Heidelberg 2007, ISBN 978-3-540-69973-6.
- Der Einsatz nicht-ärztlichen Heilpersonals in der Versorgung chronisch kranker Patienten insbesondere in Disease-Management-Programmen. Lit-Verlag, Berlin/Münster 2008, ISBN 978-3-8258-0889-1.